# 加藤レイズナ
加藤 レイズナ（かとう レイズナ、1987年9月11日 - ）は、日本のフリーライター。
茨城県神栖市出身。筆名の由来は、アニメ『蒼き流星SPTレイズナー』。
『webマガジン幻冬舎』、『日経BP』や『Quick Japan』、『エキサイトレビュー』などで活躍する。

## 来歴
高校卒業後上京し、警備員のアルバイトをしながら、友人たちと『ニコニコ動画』ではまだ珍しかったゲーム実況を行うようになり、編集者の目に留まる。
2008年、『Quick Japan』vol.80に『プリキュアシリーズ』についてのコラムを執筆してライターデビュー。アニメ・ゲーム関係を中心にインタビュー記事を多く執筆する。
また、ゆとり世代ということや、『ニコニコ動画』では「ゆとり組」というグループ名で活動してきた出自を活かし、「ゆとり世代が業界の大物に話を聴く」というインタビューを数多く行っている。
インタビューの対象は、政治家、小説家、漫画家、絵本作家、声優、ゲームクリエイター、テレビプロデューサー、舞台作家などジャンルを問わない。

## 書籍
- 『プリキュア シンドローム! 〈プリキュア5〉の魂を生んだ25人』（幻冬舎、2012年3月9日発売） ISBN 978-4-344-02146-4
  - 川村敏江が描き下ろし表紙、裏表紙、シークレットイラストを3枚セットにしたオリジナルポストカード。